# Isonandra stocksii
Isonandra stocksii là một loài thực vật có hoa trong họ Hồng xiêm. Loài này được C.B.Clarke mô tả khoa học đầu tiên năm 1882.